# Planaeschna intersedens
Planaeschna intersedens är en trollsländeart som först beskrevs av Martin 1909.  Planaeschna intersedens ingår i släktet Planaeschna och familjen mosaiktrollsländor. IUCN kategoriserar arten globalt som nära hotad. Inga underarter finns listade i Catalogue of Life.